# Thomas Tumler
Thomas Tumler, né le 5 novembre 1989 à Samnaun (dans le canton des Grisons), est un skieur alpin suisse, spécialisé en géant et en Super G.
Il remporte le classement général de la Coupe d'Europe 2014 et est triple champion de Suisse.
Il monte pour la première fois sur un podium de Coupe du monde lors du géant à Beaver Creek en 2018.
Il fait partie de l'Équipe Nationale pour la saison 2021-2022.
Il remporte sa première victoire en coupe du monde lors de l'épreuve de slalom géant à Beaver Creek lors de la saison 2024-2025.

## Biographie
Actif dans les compétitions de la FIS depuis 2005, il fait ses débuts en Coupe du monde à Bansko en slalom géant le 18 février 2012. Il marque des points dès sa troisième course, le slalom géant de Kranjska Gora, où il est 26e. Il remporte ensuite son premier titre de champion de Suisse sur le super G. En 2013, il gagne sa première course en Coupe d'Europe puis remporte en 2014 le classement général. Il obtient son premier top dix en Coupe du monde en 2016 au super G de Saint-Moritz (huitième). Il participe à sa première grande compétition en 2018 en participant aux Jeux olympiques de Pyeongchang, où il est 26e du super G. Le 2 décembre 2018, il obtient alors son meilleur résultat en Coupe du monde lors du géant de Beaver Creek avec une 3e place en remontant du 21e rang après la première manche, avec le dossard n°48. En raison de la disqualification de l’Allemand Stefan Luitz, il est plus tard classé deuxième de cette épreuve avant que Luitz soit reclassé et que Tumler ne soit reclassé troisième.
Le 9 février 2020, Tumler décroche le meilleur résultat de sa carrière en Coupe du monde à l’âge de 30 ans en finissant 2e du géant parallèle à Chamonix, en s’inclinant en finale face à son compatriote Loïc Meillard.

## Palmarès

### Jeux olympiques
| Édition / Épreuve   | Super G |
| ------------------- | ------- |
| JO 2018 Pyeongchang | 26e     |

### Championnats du monde
| Épreuve / Édition      | Super G | Slalom géant | Par équipes |
| ---------------------- | ------- | ------------ | ----------- |
| Mondiaux 2019 Are      | DNF     | DNF          | -           |
| Mondiaux 2025 Saalbach | -       | Argent       | Argent      |

### Coupe du monde
- Meilleur classement général : 28e en 2024
- Meilleur classement en géant : 7e en 2024
- Meilleur classement en Super G : 21e en 2016
- 5 podiums dont 1 victoire.
- Première course : 18 février 2012, géant de Bansko, DNF1
- Premier top30 : 10 mars 2012, géant de Kranjska Gora, 26ème
- Premier top10 : 17 mars 2016, Super G de St-Moritz, 8ème
- Premier podium : 2 décembre 2018, géant de Beaver Creek, 3ème

| Saison / Classement | Général | Général | Super G | Super G | Slalom géant | Slalom géant | Parallèle | Parallèle |
| Saison / Classement | Class.  | Points  | Class.  | Points  | Class.       | Points       | Class.    | Points    |
| ------------------- | ------- | ------- | ------- | ------- | ------------ | ------------ | --------- | --------- |
| 2011-2012           | 138e    | 5       | -       | -       | 48e          | 5            | -         | -         |
| 2013-2014           | 123e    | 10      | -       | -       | 42e          | 10           | -         | -         |
| 2014-2015           | 100e    | 42      | 32e     | 37      | 49e          | 5            | -         | -         |
| 2015-2016           | 73e     | 109     | 21e     | 109     | -            | -            | -         | -         |
| 2016-2017           | 139e    | 9       | 46e     | 9       | -            | -            | -         | -         |
| 2017-2018           | 80e     | 57      | 23e     | 57      | -            | -            | -         | -         |
| 2018-2019           | 49e     | 163     | 28e     | 39      | 18e          | 124          | -         | -         |
| 2019-2020           | 69e     | 124     | 28e     | 33      | 41e          | 11           | 4e        | 80        |
| 2021-2022           | 104e    | 40      | 42e     | 13      | 32e          | 27           | -         | -         |
| 2022-2023           | 62e     | 115     | -       | -       | 17e          | 115          | -         | -         |
| 2023-2024           | 28e     | 295     | -       | -       | 7e           | 295          | -         | -         |

#### Détail des victoires
| Saison / Épreuve | Slalom géant | Total |
| 2024-2025        | Beaver Creek | 1     |
| Total            | 1            | 1     |

### Coupe d'Europe
- Première course : 27 novembre 2010, géant de Trysil, DNF1
- Premier top30 : 15 janvier 2011, géant de Kirchberg, 27ème
- Premier top 10 et premier podium : 15 janvier 2012, géant de Méribel, 3ème
- 14 podiums, dont 3 victoires (1 Super G et 2 géants).
- Vainqueur de la Coupe d'Europe en 2014.
- Vainqueur du classement du super G en 2014.

| Saison/Classement | Général | Général | Descente | Descente | Super G | Super G | Slalom géant | Slalom géant | Combiné | Combiné |
| Saison/Classement | Class.  | Points  | Class.   | Points   | Class.  | Points  | Class.       | Points       | Class.  | Points  |
| ----------------- | ------- | ------- | -------- | -------- | ------- | ------- | ------------ | ------------ | ------- | ------- |
| 2010-2011         | 196e    | 4       | -        | -        | -       | -       | 68e          | 4            | -       | -       |
| 2011-2012         | 11e     | 465     | -        | -        | 7e      | 155     | 7e           | 284          | 17e     | 26      |
| 2012-2013         | 4e      | 560     | 34e      | 37       | 9e      | 126     | 4e           | 389          | 23e     | 8       |
| 2013-2014         | 1re     | 601     | 45e      | 18       | 1er     | 262     | 2e           | 308          | 30e     | 18      |
| 2014-2015         | 7e      | 427     | 45e      | 22       | 14e     | 98      | 6e           | 275          | 8e      | 32      |
| 2015-2016         | 80e     | 95      | -        | -        | 18e     | 65      | 45e          | 30           | -       | -       |
| 2017-2018         | 24e     | 311     | 49e      | 14       | -       | -       | 7e           | 275          | 22e     | 22      |
| 2021-2022         | 113e    | 56      | -        | -        | 29e     | 56      | -            | -            | -       | -       |

### Coupe nord-américaine
- 1 victoire, géant de Copper Mountain, 21 novembre 2021

| Saison/Classement | Général | Général | Slalom géant | Slalom géant |
| Saison/Classement | Class.  | Points  | Class.       | Points       |
| ----------------- | ------- | ------- | ------------ | ------------ |
| Nor-Am Cup 2013   | 104e    | 38      | 45e          | 38           |
| Nor-Am Cup 2022   | 35e     | 150     | 9e           | 150          |

### Championnats de Suisse
Champion du super G 2012
 Champion de géant 2014
 Champion de géant 2015.
 Troisième du géant en 2012